# Partito della Nuova Democrazia (Portogallo)
Il Partito della Nuova Democrazia (in portoghese Partido da Nova Democracia) è stato un partito politico portoghese di orientamento populista. Fondato nel 2003, si è dissolto nel 2015.
Sulle schede elettorali compariva con la denominazione Nova Democracia.

## Storia
Il partito è stato fondato nel 2003 da Manuel Monteiro, dopo che questi aveva lasciato il Partito Popolare.
Il primo congresso si è tenuto nell'ottobre 2003 a Vila Nova de Famalicão: nella circostanza, fu diffuso il manifesto del partito Uma ideia de Portugal.
Alle elezioni europee del 2004 ha ottenuto l'1,03% dei voti, mentre alle legislative del 2005 lo 0,72%.
Ha ottenuto un deputato nell'Assemblea regionale di Madera alle elezioni del 2007.
A livello europeo aderiva a EUDemocrats.